# 竹ノ内家住宅
竹ノ内家住宅（たけのうちけじゅうたく）は長野県下伊那郡高森町吉田にある江戸時代の民家。江戸時代の民家建築として、昭和48年（1973年）に国の重要文化財に指定された。

## 歴史
竹ノ内家は15代続く本棟づくりの建築家屋である。現在の当主は15代竹ノ内雅弘である(2008年の住宅調査時は14代）。建築当時は中塚姓であり、明治初年に地名をとって竹ノ内姓となった。棟札によると、建築当時の施主は中塚八左衛門。1981年（昭和56年）まで、年間3～4回の養蚕をしていたようだが、この建物の2階については蚕室に想定して建築したとは考えにくい。屋内には2008年（平成20年）に飯田市歴史研究所研究員金沢研究員の指導のもと、飯田長姫高校生徒が製作・寄贈した竹ノ内家の30分の1構造模型が展示されている。
改築、修繕の歴史は以下の通り。
- 1930年（昭和5年）石置板屋根→トタン葺
- 1940年（昭和15年）頃　大戸取り外し
- 1949年（昭和24年）トタン葺→トタン葺＋桟瓦葺、同じ頃に勝手・風呂増築
- 1960年（昭和35年）頃　うまや改築（居室化[5]）
- 1960年（昭和40年）頃　二階居室化、土間改築（板間の増築[5]）、庭側の廊下サッシ化（雨戸取り払い[5]）、3カワ目の「へや」を6畳間に改築[5]、座敷の吊天井張り替え[5]、シモデの天井磨き[5]
- 1980年（昭和55年）石置板屋根に復元
- 1988年（昭和63年）新住宅建築により移住
- 1989年（平成元年）15代当主によると、この年の修理では板材の3割は再利用とのこと
- 1995年（平成7年）屋根板葺き替え工事[1]
- 2009年（平成21年）屋根板葺き替え工事

なお、2009年（平成21年）の屋根板葺き替え工事は中の間上部の雨漏りによるもので、前回の葺き替えから鑑みて置石板屋根の全面葺き替えは15～20年周期と考えられる。
- 2019年（平成31年）屋根修繕作業[6]（サワラ材25000枚の修繕を三日間で行った）

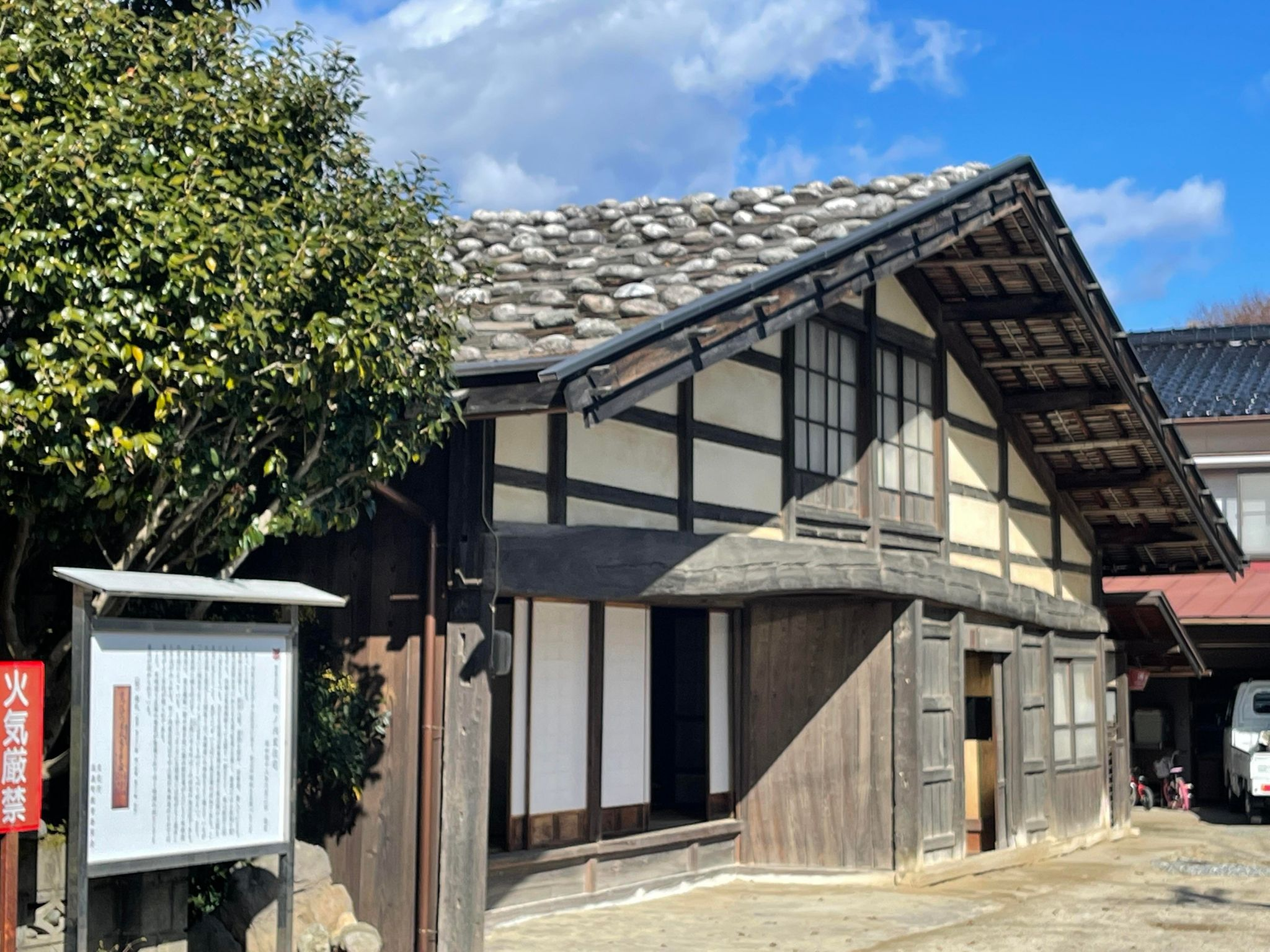
長野県下伊那郡高森町吉田にある竹ノ内家住宅の石置板葺屋根

## 建築の概要
建築年代は棟札の発見により1799年（寛政11年）とみなされている。札が本棟造の建物で発見されることはあまりなく、また軒束の表側に1819年（文政2年）の祈祷札が打ち付けられており、棟札と祈祷札の年代の関係を知ることのできるまれな事例である。
棟札には棟梁木下吉之丞の名前や施主中塚八左衛門の名前などがある。
竹ノ内家住宅は、桁行14.7 m、梁間13.34 m、切妻造、妻入り、板葺の建物である。
屋根の復元や修繕は実施されたが、内部は建築当初の間取りに復元されていない。
現状の大きな特徴として、外観は5尺張り出した土庇、間口7間1尺（＝全幅）の虹梁丸太材1本通し、出格子窓のない二階窓があげられ、内部は一階が「後3室型」と定義された間取り、二階が３カワごとに土塀で仕切り、前後に分離した部屋を設ける間取り。
土間には深さ3.7 m、横穴〈15代当主によると横穴は座敷前まで続き、さらに横穴があるとのこと）もある室（もろ）がある。

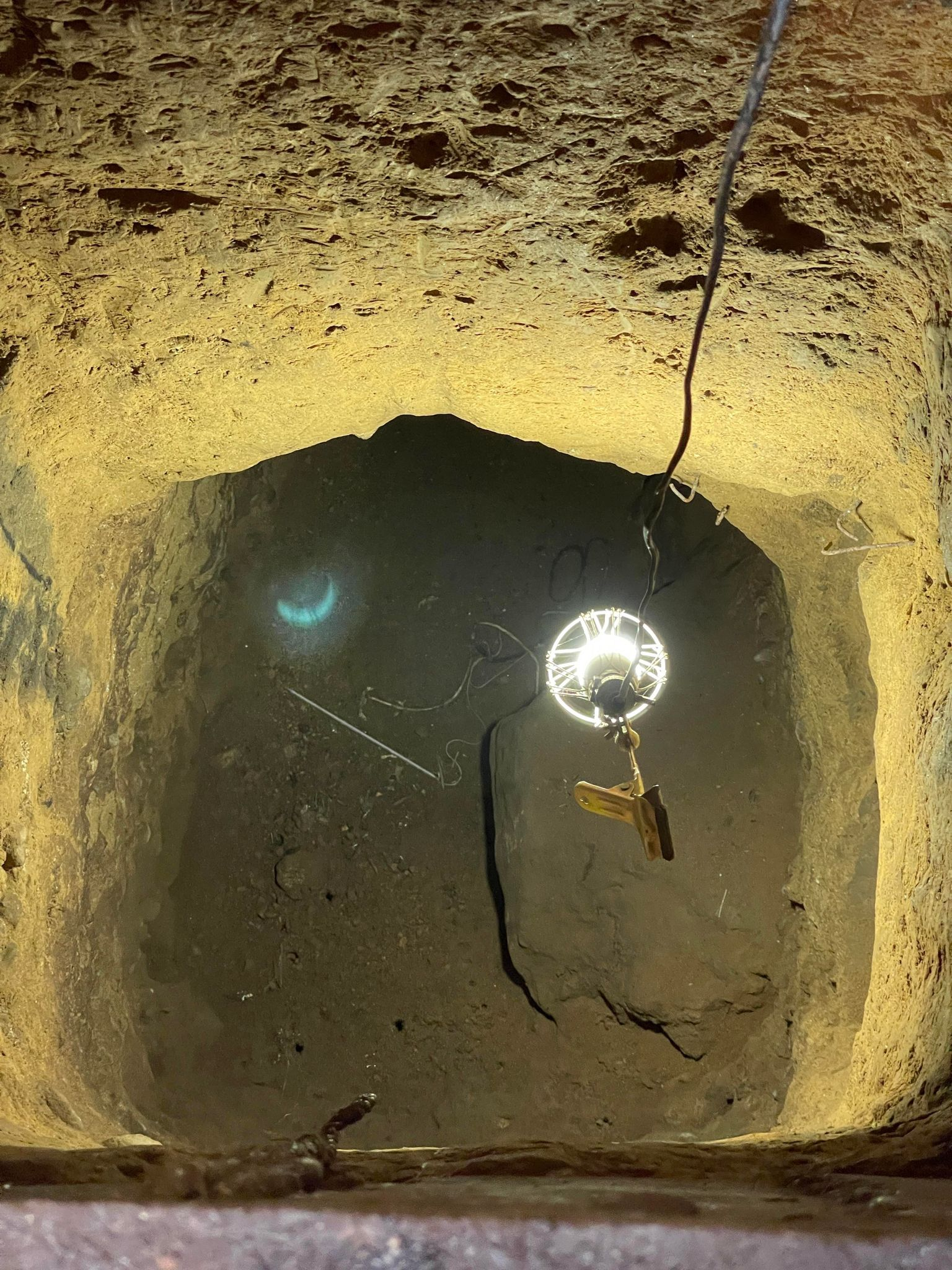
長野県下伊那郡高森町吉田にある竹ノ内家住宅の室

## 重要文化財指定
竹ノ内家は1973年（昭和48年）6月2日に国の重要文化財に指定された、飯田・下伊那地方では唯一の国重要文化財指定の民家建築である。横座と土間境に柱がないこと、本棟造正面の意匠が整備されていく時期の例として価値があること、棟札が現存し建築年代が明らかなこと、建物の構造がしっかりしており保存状態が良いことなどが指定の理由となっている。
昭和47年2月から3月には東京大学教授太田博太郎、千葉大学教授大河直躬等を調査員とした長野県教育委員会第二次調査が、上伊那から下伊那地方の民家の調査に入っている。
現在もそこが日常生活の場であり、当主が家の周りで果樹園を営んでいる民家の建物が重文に指定されるのはめずらしいことである。

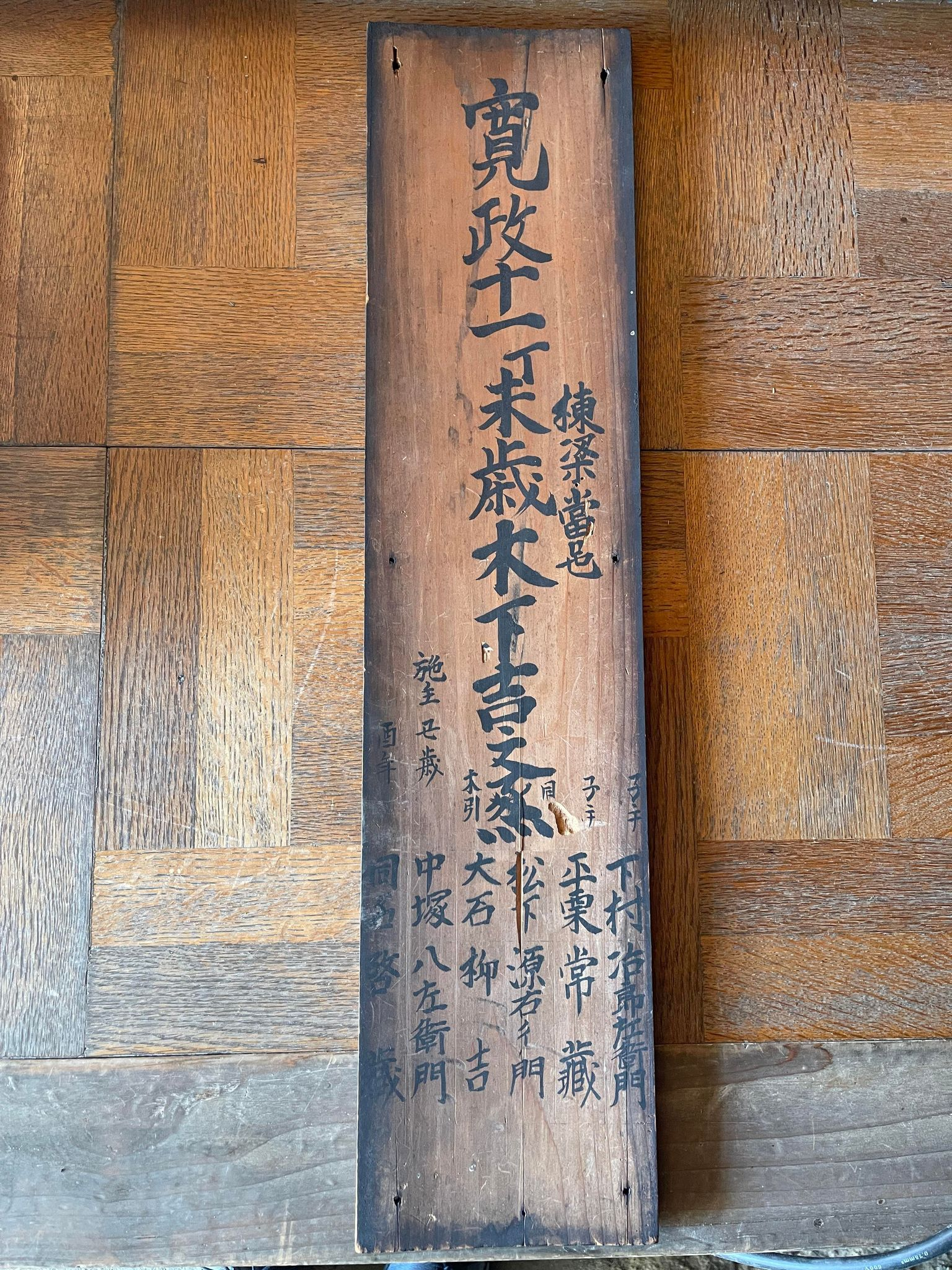
長野県下伊那郡高森町吉田にある竹ノ内家住宅から発見された棟札